# 真鍋島 (大字)
真鍋島（まなべじま）は、岡山県笠岡市の大字である。かつての小田郡真鍋島村の大部分にあたる。郵便番号は714-0037（笠岡郵便局管区）。全域の人口は277人で、世帯数は147世帯。
笠岡諸島の南部、真鍋島とその周辺の島嶼からなる。有人島は真鍋島のみとなる。
本項では、当地の前身である小田郡真鍋島村（まなべしまそん）についても記載する。

## 歴史
- 1889年（明治22年）6月1日 - 町村制の施行により、真鍋島が単独で自治体を形成し真鍋島村となる。
- 1955年（昭和30年）4月1日 - 笠岡市に編入。大字真鍋島となる。

## 地勢

### 島嶼
- 真鍋島 - 当地唯一の有人島
- 問島 - 真鍋島西方で、周囲に小属島あり
- 大島 - 真鍋島北東
- 茂床島 - 大島東方
- ハブ島 - 当地南西で、飛島と六島の間

### 山岳
- 城山 - 真鍋島島内。標高127.1メートル。市内唯一の一等三角点「山の神」120.74メートルがある。笠岡十名山のひとつ（別格名山）。

## 施設
いずれも真鍋島の島内。
学校
- 笠岡市立真鍋小学校
- 笠岡市立真鍋中学校

- 笠岡市立真鍋中学校（瀬戸内少年野球団（1984年）ロケ地）

公共施設
- 真鍋島郵便局
- 真鍋島診療所
- 真鍋島駐在所
- 笠岡市真鍋島出張所
- ふるさとふれあいセンター（公民館）

- 真鍋島郵便局

神社仏閣
- 若宮神社
- 荒神社
- 天神社
- 圓福寺

- 圓福寺参道
- 圓福寺

観光
- 真鍋島観光案内所
- 真鍋島資料館
- 真鍋島海水浴場
- 真鍋島ふれあいパーク
- 真鍋島ふるさと村
- ふるさと村資料館
- とこのはな公園
- 城山展望台

- 本浦港待合所（三洋汽船）
- 本浦港の灯台
- 本浦港（真鍋島）
- 真鍋島（本浦）の家並み

## アクセス
- 笠岡住吉港 - 本浦港・岩坪港（旅客船）　所要約65分。三洋汽船による運航。なお、岩坪港には高速船全便が寄港しない。高速船の所要は約45分。

また毎週土曜日に限り、香川県の佐柳島への便がある。